# Primitivo di Manduria dolce naturale
Il Primitivo di Manduria dolce naturale è un vino DOCG la cui produzione è consentita nelle province di Taranto e Brindisi.

## Caratteristiche organolettiche
- colore: rosso tendente al violaceo ed all'arancione con l'invecchiamento.
- odore: aroma leggero, caratteristico.
- sapore: gradevole, pieno, armonico, tendente al vellutato con l'invecchiamento.

## Storia
Nel primo trentennio del 1900 il prof. Giuseppe Musci (1879-1946), Direttore del Consorzio Antifilosserico della provincia di Bari, contribuì allo sviluppo della nuova viticoltura in Puglia con un’incessante attività testimoniata da numerosi articoli, opuscoli e testi tra cui uno dedicato al “Primativo di Gioia” datato 1919. Nel testo il Musci fa risalire l’origine, fino ad oggi mai smentita, della prima selezione del Primitivo al 179 per opera del sacerdote don Francesco Filippo Indellicati (1787-1831), Primicerio del capitolo della chiesa madre di Gioia del Colle (Ba) nonché esperto botanico ed agronomo. Indellicati, avendo notato ed apprezzato il vitigno all’interno di un vecchio vigneto polivarietale situato in agro di Gioia del Colle, lo ribattezzò come Primativo o Primaticcio in virtù della precocità di maturazione e ritenendolo adatto alle terre rosse tipicamente pugliesi, realizzò per talea un vigneto razionale monovarietale in contrada Terzi. Il Vitagliano (1985), sposando la tesi dell’origine gioiese, afferma che già nel 1868, nelle contrade Marchesana, Terzi, Castiglione e Parco Busciglio dell’agro di Gioia fossero coltivati a Primitivo circa 6.000 ettari.
A sostegno di quanto detto non mancano illustri citazioni bibliografiche di fine ‘800, ossia in un'epoca caratterizzata dalla nascita in tutta Europa della disciplina ampelografia e dai primi tentativi di associare ogni vitigno ad una determinata area di coltivazione. Ancor prima G. Perelli (1874) e D. Froio (1875) ne avevano brevemente descritto le caratteristiche ampelografiche, produttive ed enologiche, risultando, ad oggi, tra i primi testimoni dell’antica presenza del vitigno in Puglia. Il dottor Antonio Carpenè, nella sua nota “Intorno ad alcuni vini del barese” cita un vino “Primitivo di Turi” dell’annata 1867, e ciò, nel confermare l’autenticità pugliese del vitigno, pone comunque un interrogativo sull’origine prettamente gioiese della sua coltivazione. Nel 1887 il De Rovasenda annotò che “il Primitivo, coltivato in Terra di Bari (Altamura, Bitonto, Turi) matura la sua uva molto precocemente e può dare un buon vino….; dà in qualche località un vino liquoroso”. Tale antica citazione rappresenta probabilmente il primo riferimento di una tipologia di vino prodotto con uve parzialmente passite analoga all’attuale Dolce naturale della D.O.C Primitivo di Manduria.
Nella piana di Manduria il Primitivo approdò molto probabilmente alla fine del XIX secolo, grazie ad alcune barbatelle portate dalla contessa Sabini di Altamura, andata in sposa a Tommaso Schiavoni Tafuri, il quale ne avviò la coltivazione nelle terre di sua proprietà, selle dune di Campomarino, una località rivierasca frazione di Maruggio.
La prima etichetta di cui si ha testimonianza del primitivo proveniente dal vigneto dello Schiavoni Tafuri risale al 1891 e porta la denominazione “Campo Marino”. Si narra che di tale vino, presto rivelatosi di grande struttura, il nobiluomo di Manduria fosse così geloso, da ammettere alla degustazione solo pochi eletti suoi amici. Tutto ciò non esclude ovviamente che il vitigno fosse presente già da tempo in Puglia, sulla murgia barese o lungo l’areale jonico-tarantino (Baldassarre, 2003).
Singolare appare la fama in epoca romana dell’area tarantina o Aulonia, elogiata per fertilità e abbondanza nell’Ode VI dei Carmina di Orazio: “Più di ogni altro angolo della terra / mi sorride quello dove il miele non è da meno di quello dello Imetto / e l’olivo gareggia con quello del Venafro / dove Giove alterna lunghe primavere e tiepidi inverni / e l’Aulone amico del fertile Bacco non ha minimamente da invidiare alle uve di Falerno”.
I mera tarantina, i prestigiosi vini prodotti nel territorio dell’antica Aulonia, furono paragonati da Orazio al famosissimo Falerno, di cui riproducevano le doti di longevità, austerità e forza. Il leggendario confronto tra i due vini, nel sostenere la tesi di un contributo del Primitivo alla loro composizione, è supportato dal riconoscimento dell’antica presenza del vitigno nel casertano, nella stessa zona dove in epoca romana si produceva il celeberrimo Falerno, con la DOC “Falerno del Massico Primitivo”. A tal riferimento Vitagliano annota “Il fatto che in questa stessa area della provincia di Caserta, localmente, il vitigno è chiamato primitivo di Lecce fa pensare che esso sia in qualche modo arrivato dalla Puglia, e in particolare dal Salento”.
Nel 1629, il patrizio monopolitano Prospero Rendella nel suo “Tractatus de vinea, vindemia et vino” decanta le qualità del vino Tarentinum. E un vino così prestigioso doveva necessariamente nascere da un vigneto dotato di qualità superiori e fortemente adattato all’ambiente. E allora si potrebbe anche pensare che il Primitivo portato a Manduria dalla contessa Sabini di Altamura abbia segnato un fortuito ritorno di un vitigno diffuso nella stessa area in epoca ben più remota.
La recente opera “Dal merum al Primitivo di Manduria”, nel valoroso tentativo di ricostruire l’intreccio millenario tra la storia del popolo pugliese e il vino, aggiunge interessanti tasselli alla tesi di una antica presenza del comprensorio di Manduria del vitigno Primitivo o quantomeno di un suo simile (Filo et al., 2004). Nel libro si descrive la fama della cosiddetta “fiera pessima” di Manduria, nota, in epoca angioina, per la bontà e l’abbondanza del vino che giungeva dai comuni limitrofi e si parla dell’abate Pacichelli, che durante i suoi viaggi in Terra d’Otranto negli ultimi decenni del ‘600, si soffermò ad osservare la grande produzione enologica di Casalnuovo, l’odierna Manduria. La sua vita fenologica è più breve di altre varietà: a dispetto della precocità di maturazione è, infatti di germogliamento tardivo e perciò poco soggetto ai danni delle brinate, la fioritura è delicata e resistente discretamente agli attacchi di malattie crittogamiche.
Caratteristica unica nel panorama viticolo, le cosiddette femminelle, in zona dette racemi, raggiungono una perfetta maturazione in epoca successiva alla prima vendemmia. Infatti, dopo un mese circa dalla prima vendemmia, veniva effettuata la raccolta dei racemi, che sicuramente rappresentavano caratteristiche differenti dai grappoli principali, ciononostante il mosto che ne derivava veniva vinificato in purezza e il vino ottenuto si presentava più asciutto e tannico nonché più colorato di quello proveniente dalla prima vendemmia.
Nel corso dei secoli la viticoltura ha mantenuto il ruolo di coltura principe del territorio, fino all’attualità. La DOCG “Primitivo di Manduria Dolce Naturale” è stata riconosciuta con il DM 23/02/2011 – G.U. n. 57 del 10-3-2011.

## Abbinamenti consigliati
Dessert particolarmente dolci come pasticceria a base di pasta di mandorla o ancora meglio a base di cioccolato, anche con taluni formaggi erborinati

## Produzione
Provincia, stagione, volume in ettolitri
- nessun dato disponibile

## Altre varietà di Primitivo di Manduria
- Primitivo di Manduria
- Primitivo di Manduria liquoroso secco
- Primitivo di Manduria liquoroso dolce naturale